# Keith Andes
Keith Andes, all'anagrafe John Charles Andes (Ocean City, 12 luglio 1920 – Santa Clarita, 11 novembre 2005), è stato un attore statunitense.

## Biografia
Andes iniziò a lavorare come attore e cantante alla radio nella seconda metà degli anni trenta, mentre studiava alla Upper Darby High School. Dopo aver frequentato la Oxford University, passò alla Temple University di Filadelfia, dove si laureò nel 1943 con una tesi sulla didattica. Continuò gli studi di canto presso il Conservatory of Music e iniziò la carriera a Broadway mentre prestava il servizio militare per l'Air Force durante il periodo della seconda guerra mondiale. Il suo primo impegno sul grande schermo risale al 1944 con un piccolo ruolo nel film bellico Winged Victory, diretto da George Cukor, cui seguì un'altra breve parte nella commedia La moglie celebre (1947), che fece ottenere un Oscar alla protagonista Loretta Young. Nel frattempo l'attore si affermò definitivamente a Broadway come cantante, prima con la pièce Chocolate Soldier, che gli valse il premio Theatre World Award, poi con Kiss Me, Kate, in cui interpretò il ruolo del protagonista Fred Graham.

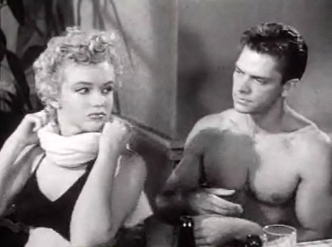
con Marilyn Monroe nel film La confessione della signora Doyle (1952)

Andes ritornò al cinema nei primi anni cinquanta, partecipando a un celebre noir, La confessione della signora Doyle (1952), diretto da Fritz Lang e sceneggiato dal drammaturgo Clifford Odets, in cui ricoprì il ruolo di Joe Doyle, fratello della protagonista (Barbara Stanwyck), e innamorato di Marilyn Monroe, con la quale formò una coppia gradevole e ben assortita. Il film permise ad Andes di mettersi in luce grazie all'interpretazione di un personaggio dalle caratteristiche positive, sfruttando al tempo stesso la propria prestanza fisica. Durante gli anni cinquanta l'attore ottenne diversi ruoli nei più differenti generi, dall'avventura in costume come il pirata Barbanera (1952), accanto a Robert Newton, in cui interpretò Robert Maynard, al dramma poliziesco come Prigionieri della città deserta (1953), nella parte di Larry Fleming, ostaggio del bandito Gordon (Stephen McNally) in un poligono nucleare del Nevada, e L'ultimo agguato (1954), in cui ricoprì il ruolo del costruttore edile Edward Shaw che, sfuggito a un attentato, scopre il vero colpevole che voleva eliminarlo per incassare l'assicurazione. L'attore apparve anche in commedie brillanti, come Lo sciopero delle mogli (1955), in cui vestì i panni del reverendo Peter Maxwell, e Siete tutte adorabili (1958), accanto alla star del musical Jane Powell. Con il film Cittadino dannato (1958), Andes interpretò efficacemente il ruolo del colonnello Francis Gravemberg, che diventa capo della polizia in Louisiana e affronta tenacemente la lotta al crimine.
Nel frattempo l'attore iniziò a lavorare per la televisione, interpretando un altro ruolo di uomo di legge, il capitano Frank Dawson, nella serie poliziesca This Man Dawson, di cui furono girati 39 episodi tra il 1959 e il 1960. Successivamente apparve nella serie leggera L’impareggiabile Glynis (1963), di cui interpretò tredici episodi nel ruolo di Keith Granville, marito della protagonista (Glynis Johns). Durante tutti gli anni sessanta l'attore partecipò a telefilm popolari presso il pubblico, come Perry Mason (1963-1964), Daniel Boone (1967) e la serie comica The Lucy Show (1963-1965), in cui fu protagonista accanto a Lucille Ball, già sua partner a Broadway nel 1960 nel musical Wildcat. Sempre nel 1967, Andes apparve nella serie di fantascienza Star Trek, nell'episodio La mela, in cui interpretò il ruolo dell'ingenuo e pacifico Akuta.
Durante gli anni settanta Andes proseguì la carriera dividendosi fra alcuni impegni cinematografici di rilievo, come il kolossal bellico Tora! Tora! Tora! (1970) e il drammatico film di denuncia ...e giustizia per tutti (1979), mentre continuò ad apparire regolarmente sul piccolo schermo in altre serie televisive di successo, come Le strade di San Francisco (1973), Gunsmoke (1973) e Cannon, di cui interpretò quattro episodi tra il 1972 e il 1975.

## Vita privata
Dal matrimonio con Jean Alice Cotton, che sposò nel 1948 e da cui divorziò nel 1961, Andes ebbe due figli, Mark e Matt, divenuti entrambi musicisti. Sofferente da tempo per gravi problemi di salute, tra cui un cancro alla vescica, l'attore fu trovato morto l'11 novembre 2005, nella sua abitazione californiana di Newhall (Santa Clarita), all'età di 85 anni. Secondo l'inchiesta successivamente condotta dal coroner della contea di Los Angeles, la morte di Andes fu attribuita a suicidio mediante soffocamento.

## Filmografia

### Cinema
- Winged Victory, regia di George Cukor (1944)
- La moglie celebre (The Farmer's Daughter), regia di H.C. Potter (1947)
- Project X, regia di Edgar Montagne (1949)
- La confessione della signora Doyle (Clash by Night), regia di Fritz Lang (1952)
- Il pirata Barbanera (Blackbeard, the Pirate), regia di Raoul Walsh (1952)
- Prigionieri della città deserta (Split Second), regia di Dick Powell (1953)
- L'ultimo agguato (A Life at Stake), regia di Paul Guilfoyle (1954)
- Lo sciopero delle mogli (The Second Greatest Sex), regia di George Marshall (1955)
- Scialuppe a mare (Away All Boats), regia di Joseph Pevney (1956)
- Ritorno dall'eternità (Back from Eternity), regia di John Farrow (1956)
- I pilastri del cielo (Pillars of the Sky), regia di George Marshall (1956)
- Homeward Borne (1957)
- Interludio (Interlude), regia di Douglas Sirk (1957)
- Siete tutte adorabili (The Girl Most Likely), regia di Mitchell Leisen (1958)
- Cittadino dannato (Damn Citizen), regia di Robert Gordon (1958)
- Model for Murder, regia di Terry Bishop (1959)
- Tre anni di inferno (Surrender - Hell!), regia di John Barnwell (1959)
- Smashing il racket del crimine (Hell's Bloody Devils), regia di Al Adamson (1970)
- Tora! Tora! Tora!, regia di Richard Fleischer (1970)
- ...e giustizia per tutti (And Justice for All), regia di Norman Jewison (1979)

### Televisione
- Celebrity Playhouse – serie TV, episodio 1x04 (1955)
- Conflict – serie TV, episodio 1x10 (1957)
- Goodyear Theatre – serie TV, episodio 1x16 (1958)
- This Man Dawson – serie TV, 39 episodi (1959-1960)
- Have Gun - Will Travel – serie TV, episodio 5x09 (1961)
- Follow the Sun – serie TV, episodio 1x25 (1962)
- G.E. True – serie TV, episodio 1x17 (1963)
- Vacation Playhouse – serie TV, episodio 1x03 (1963)
- L'impareggiabile Glynis (Glynis) – serie TV, 13 episodi (1963)
- Perry Mason – serie TV, episodi 6x26-7x25 (1963-1964)
- Indirizzo permanente (77 Sunset Strip) – serie TV, episodio 6x18 (1964)
- I giorni di Bryan (Run for Your Life) – serie TV, episodio 1x07 (1965)
- Branded – serie TV, episodio 1x16 (1965)
- Birdman – serie TV, 9 episodi (1967)
- Daniel Boone – serie TV, episodi 3x16-3x17 (1967)
- Star Trek – serie TV, episodio 2x05 (1967)
- Le spie (I Spy) – serie TV, episodi 2x21-3x03-3x07 (1967)
- Le strade di San Francisco (The Streets of San Francisco) – serie TV, episodio 1x15 (1973)
- Gunsmoke – serie TV, episodio 19x03 (1973)
- Cannon – serie TV, 4 episodi (1972-1975)
- Buck Rogers – serie TV, episodio 1x20 (1980)

## Doppiatori italiani
Nelle versioni in italiano dei suoi film, Keith Andes è stato doppiato da:
- Nando Gazzolo in Scialuppe a mare, Interludio, Cittadino dannato
- Giuseppe Rinaldi in La confessione della signora Doyle, Ritorno dall'eternità
- Giulio Panicali in Tora! Tora! Tora!
- Renato Turi in La moglie celebre
- Pino Locchi in L'ultimo agguato
- Mario Colli in Il pirata Barbanera
- Gualtiero De Angelis in I pilastri del cielo